# 硫化染料
硫化染料，又称含硫染料，是有机物经硫或多硫化物的硫化作用而形成的结构复杂的一类含硫染料。

## 使用
- 硫化染料使用时要用硫化钠或保险粉还原成为水溶性隐色体，再由被染物吸收后经氧化或其他作用变回原来的不溶有色物，以使染料固着于被染物上。

## 用途
- 主要用于棉、麻纤维的染色

## 染料
- 硫化黑/硫化青
- 硫化蓝/硫化湖蓝